# 1394
Il 1394 (MCCCXCIV in numeri romani) è un anno  del XIV secolo.

## Eventi
- Fondazione della città di Cava de' Tirreni.

## Nati
- 4 marzo - Enrico il Navigatore, esploratore portoghese († 1460)
- 22 marzo - Uluğ Bek, astronomo e matematico persiano († 1449)
- 4 giugno - Filippa di Lancaster, principessa inglese († 1430)
- 12 luglio - Ashikaga Yoshinori, militare giapponese († 1441)
- 25 luglio - Giacomo I di Scozia, re († 1437)
- 12 ottobre - Lorenzo il Vecchio, banchiere italiano († 1440)
- 24 novembre - Carlo di Valois-Orléans, nobile francese († 1465)
- Bona d'Artois, principessa francese († 1425)
- Antonio Beccadelli, poeta, storico e scrittore italiano († 1471)
- James Berkeley, I barone Berkeley, nobile britannico († 1463)
- Ikkyū Sōjun, monaco buddhista, abate e poeta giapponese († 1481)
- Antonia Malatesta di Cesena, nobildonna italiana
- Cimburga di Masovia, duchessa († 1429)
- Pafnuzio di Borovsk, monaco cristiano, religioso e santo russo († 1477)
- Catone Sacco, giurista italiano († 1463)
- Basilius Valentinus, alchimista tedesco
- Richard de Beauchamp, I conte di Worcester, nobile inglese
- Antonio della Chiesa, presbitero italiano († 1459)

## Morti
- 6 febbraio - Francesco Moricotti, cardinale e arcivescovo cattolico italiano
- 14 marzo - Giovanni Acuto, condottiero inglese
- 24 marzo - Costanza di Castiglia, principessa spagnola (n. 1354)
- 23 aprile - Hugh Calveley, cavaliere medievale e politico britannico
- 4 giugno - Maria di Bohun, contessa inglese
- 7 giugno - Anna di Boemia, nobile cecoslovacca (n. 1366)
- 12 giugno - Guy di Prangins, vescovo cattolico svizzero
- 20 giugno - Prendiparte Pico di Paolo, condottiero e politico italiano
- 25 giugno - Dorotea di Montau, mistica tedesca (n. 1347)
- 4 luglio - Guillaume Noellet, cardinale francese (n. 1340)
- 8 agosto - Marino Vulcano, cardinale italiano
- 27 agosto - Chōkei, imperatore giapponese (n. 1343)
- 7 settembre - Adolfo III di Mark, vescovo cattolico tedesco
- 16 settembre - Antipapa Clemente VII, cardinale e vescovo cattolico svizzero (n. 1342)
- 18 settembre - Marco Carelli, mercante, banchiere e filantropo italiano
- 25 settembre - Neri I Acciaiuoli, duca italiano
- 12 ottobre - Giovanni Sobieslaw di Moravia, patriarca cattolico ceco (n. 1352)
- 28 dicembre - Maria Angelina Ducena Paleologa, nobile serba (n. 1349)
- Abu l-Abbas Ahmad II, califfo
- Ottone I di Brunswick-Göttingen, nobile tedesco
- Maria Fadrique, nobildonna spagnola (n. 1370)
- Luigi Marsili, teologo italiano (n. 1342)
- Sante da Urbino, religioso italiano (n. 1343)
- Sudimantas di Eišiškės, nobile lituano
- Verde della Scala, nobile italiana
- Wigand di Marburgo, storico tedesco (n. 1311)

## Calendario
| Calendario 1394 | Calendario 1394 | Calendario 1394 | Calendario 1394 | Calendario 1394 | Calendario 1394 | Calendario 1394 | Calendario 1394 | Calendario 1394 | Calendario 1394 | Calendario 1394 | Calendario 1394 | Calendario 1394 | Calendario 1394 | Calendario 1394 | Calendario 1394 | Calendario 1394 | Calendario 1394 | Calendario 1394 | Calendario 1394 | Calendario 1394 | Calendario 1394 | Calendario 1394 | Calendario 1394 | Calendario 1394 | Calendario 1394 | Calendario 1394 | Calendario 1394 | Calendario 1394 | Calendario 1394 | Calendario 1394 | Calendario 1394 | Calendario 1394 |
| --------------- | --------------- | --------------- | --------------- | --------------- | --------------- | --------------- | --------------- | --------------- | --------------- | --------------- | --------------- | --------------- | --------------- | --------------- | --------------- | --------------- | --------------- | --------------- | --------------- | --------------- | --------------- | --------------- | --------------- | --------------- | --------------- | --------------- | --------------- | --------------- | --------------- | --------------- | --------------- | --------------- |
|                 | 1               | 2               | 3               | 4               | 5               | 6               | 7               | 8               | 9               | 10              | 11              | 12              | 13              | 14              | 15              | 16              | 17              | 18              | 19              | 20              | 21              | 22              | 23              | 24              | 25              | 26              | 27              | 28              | 29              | 30              | 31              |                 |
| Gennaio         | Gi              | Ve              | Sa              | Do              | Lu              | Ma              | Me              | Gi              | Ve              | Sa              | Do              | Lu              | Ma              | Me              | Gi              | Ve              | Sa              | Do              | Lu              | Ma              | Me              | Gi              | Ve              | Sa              | Do              | Lu              | Ma              | Me              | Gi              | Ve              | Sa              |                 |
| Febbraio        | Do              | Lu              | Ma              | Me              | Gi              | Ve              | Sa              | Do              | Lu              | Ma              | Me              | Gi              | Ve              | Sa              | Do              | Lu              | Ma              | Me              | Gi              | Ve              | Sa              | Do              | Lu              | Ma              | Me              | Gi              | Ve              | Sa              |                 |                 |                 |                 |
| Marzo           | Do              | Lu              | Ma              | Me              | Gi              | Ve              | Sa              | Do              | Lu              | Ma              | Me              | Gi              | Ve              | Sa              | Do              | Lu              | Ma              | Me              | Gi              | Ve              | Sa              | Do              | Lu              | Ma              | Me              | Gi              | Ve              | Sa              | Do              | Lu              | Ma              |                 |
| Aprile          | Me              | Gi              | Ve              | Sa              | Do              | Lu              | Ma              | Me              | Gi              | Ve              | Sa              | Do              | Lu              | Ma              | Me              | Gi              | Ve              | Sa              | Do              | Lu              | Ma              | Me              | Gi              | Ve              | Sa              | Do              | Lu              | Ma              | Me              | Gi              |                 |                 |
| Maggio          | Ve              | Sa              | Do              | Lu              | Ma              | Me              | Gi              | Ve              | Sa              | Do              | Lu              | Ma              | Me              | Gi              | Ve              | Sa              | Do              | Lu              | Ma              | Me              | Gi              | Ve              | Sa              | Do              | Lu              | Ma              | Me              | Gi              | Ve              | Sa              | Do              |                 |
| Giugno          | Lu              | Ma              | Me              | Gi              | Ve              | Sa              | Do              | Lu              | Ma              | Me              | Gi              | Ve              | Sa              | Do              | Lu              | Ma              | Me              | Gi              | Ve              | Sa              | Do              | Lu              | Ma              | Me              | Gi              | Ve              | Sa              | Do              | Lu              | Ma              |                 |                 |
| Luglio          | Me              | Gi              | Ve              | Sa              | Do              | Lu              | Ma              | Me              | Gi              | Ve              | Sa              | Do              | Lu              | Ma              | Me              | Gi              | Ve              | Sa              | Do              | Lu              | Ma              | Me              | Gi              | Ve              | Sa              | Do              | Lu              | Ma              | Me              | Gi              | Ve              |                 |
| Agosto          | Sa              | Do              | Lu              | Ma              | Me              | Gi              | Ve              | Sa              | Do              | Lu              | Ma              | Me              | Gi              | Ve              | Sa              | Do              | Lu              | Ma              | Me              | Gi              | Ve              | Sa              | Do              | Lu              | Ma              | Me              | Gi              | Ve              | Sa              | Do              | Lu              |                 |
| Settembre       | Ma              | Me              | Gi              | Ve              | Sa              | Do              | Lu              | Ma              | Me              | Gi              | Ve              | Sa              | Do              | Lu              | Ma              | Me              | Gi              | Ve              | Sa              | Do              | Lu              | Ma              | Me              | Gi              | Ve              | Sa              | Do              | Lu              | Ma              | Me              |                 |                 |
| Ottobre         | Gi              | Ve              | Sa              | Do              | Lu              | Ma              | Me              | Gi              | Ve              | Sa              | Do              | Lu              | Ma              | Me              | Gi              | Ve              | Sa              | Do              | Lu              | Ma              | Me              | Gi              | Ve              | Sa              | Do              | Lu              | Ma              | Me              | Gi              | Ve              | Sa              |                 |
| Novembre        | Do              | Lu              | Ma              | Me              | Gi              | Ve              | Sa              | Do              | Lu              | Ma              | Me              | Gi              | Ve              | Sa              | Do              | Lu              | Ma              | Me              | Gi              | Ve              | Sa              | Do              | Lu              | Ma              | Me              | Gi              | Ve              | Sa              | Do              | Lu              |                 |                 |
| Dicembre        | Ma              | Me              | Gi              | Ve              | Sa              | Do              | Lu              | Ma              | Me              | Gi              | Ve              | Sa              | Do              | Lu              | Ma              | Me              | Gi              | Ve              | Sa              | Do              | Lu              | Ma              | Me              | Gi              | Ve              | Sa              | Do              | Lu              | Ma              | Me              | Gi              |                 |